# 강영태
강영태(한국 한자: 姜榮泰, 1974년 8월 24일 ~ )는 대한민국의 전 축구 선수이며, 포지션은 공격수였다.

## 수상 내역

### 개인
- 청룡기 전국고교축구대회 감투상: 1990[1]